# 富塚陽一
富塚 陽一（とみづか よういち、1931年（昭和6年）4月16日 - 2018年（平成30年）6月18日）は、日本の政治家。初代鶴岡市長、旧鶴岡市12代市長。2011年旭日中綬章受章。

## 来歴・人物
鶴岡市出身。東北大学経済学部を卒業後、山形県庁に入庁。企画調整部長等を歴任。
1991年、旧鶴岡市の市長選で初当選。以後5期18年にわたって市長を務めた。市長在任中には、学術研究機関の整備による地域振興を政策理念の柱にとし、慶應義塾大学先端生命科学研究所の招致などに尽力した。
「官僚的な人物だった」と一部では評価されている。
2011年、旭日中綬章受章。
2018年6月18日、肺炎のため鶴岡市内の病院で死去。87歳没。叙正五位。

## 略歴
- 1931年（昭和6年）4月16日 - 出生。
- 1950年（昭和25年）3月 - 山形県立鶴岡第一高等学校（現：山形県立鶴岡南高等学校）卒業。
- 1954年（昭和29年） 東北大学経済学部卒業後、山形県職員となる。
  - 以降、商工労働部商工課長、企画調整部長、生活福祉部長、総務部長等を歴任。
- 1990年（平成2年）4月 - 同職を退職する。
- 1991年（平成3年）12月 - （旧）鶴岡市12代市長に就任。
- 2002年（平成14年）7月10日 - 「庄内南部地区合併検討協議会」会長に就任。
- 2005年（平成17年）10月24日 - 初代鶴岡市長に就任。
- 2006年（平成18年）6月23日 - 「鶴岡地区合併協議会」会長に就任。
- 2008年（平成20年）12月22日 - 「市町村長の会」会長に就任。
- 2009年（平成21年）
  - 6月 - 定例市議会で、次期市長選挙に出馬しない事を正式に表明する。
  - 10月23日 - 任期満了となり退任。
- 2018年（平成30年）6月18日 - 死去。

## 著書
- 『鶴岡市長日記』東北出版企画、2006年。ISBN 4-88761-031-9

### 共著
- 富塚陽一、新田嘉一、町田睿 『新世紀へ、庄内の道標 : 鼎談』 荘内日報、1998年。

## 参考資料
- 東北経済産業局 『提言東北21』 2005年。